# Noricum

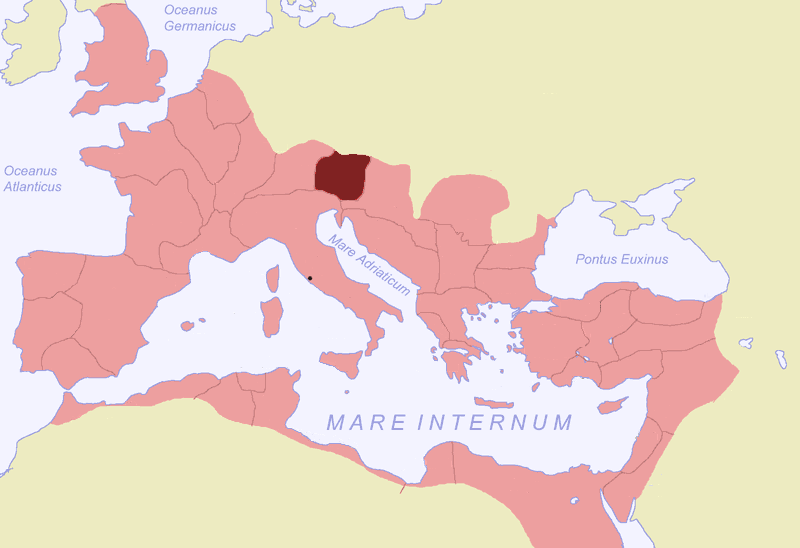
Lage der römischen Provinz Noricum im Römischen Reich zur Zeit seiner größten Ausdehnung unter Kaiser Trajan in den Jahren 115–117.

Noricum war ein keltisches Königreich unter der Führung des Stammes der Noriker auf einem Großteil des Gebietes des heutigen Österreich sowie angrenzender Gebiete Bayerns (östlich des Inn) und Sloweniens, das später unter der Bezeichnung Provincia Noricum als Provinz im Verbund des Römischen Reiches aufging. Die Provinz Noricum grenzte im Süden an Italien, im Osten an Pannonien und im Westen an Raetien. Bekannt war Noricum insbesondere für das Ferrum Noricum, einen besonders harten, vor allem in der römischen Waffenproduktion verwendeten Stahl. Der norische Limes ist heute vor allem aufgrund seiner gut erhaltenen Reste spätantiker Festungsanlagen und der Lebensbeschreibung des Severin von Noricum, die ein wenig Licht auf die schwierigen Lebensumstände der Provinzialen zur Zeit der Völkerwanderung und dem Untergang des Römischen Reiches wirft, überregional bekannt geworden.

## Frühzeit
Die hallstattzeitliche Bevölkerung wurde etwa ab 450 v. Chr. durch Zuwanderung keltischer Bevölkerungselemente aus dem keltischen Kerngebiet (Südwestdeutschland und Ostfrankreich) assimiliert. Inwieweit die Menschen der älteren Eisenzeit (Hallstattzeit), benannt nach dem berühmten oberösterreichischen Gräberfeld und Salzbergbau von Hallstatt, bereits Kelten waren, ist nach wie vor umstritten. Bis etwa 1960 bezeichneten viele Sprachwissenschafter eine vorkeltische und über weite Bereiche Kontinentaleuropas verbreitete Sprachschicht als „Illyrisch“. In der Folge bezeichneten dann die Prähistoriker oftmals die Hallstattkultur und die vorkeltische norische Bevölkerung irrtümlicherweise als illyrisch. Beides ist heute nicht mehr Stand der Wissenschaft. Eine ethnische Deutung ältereisenzeitlicher archäologischer Kulturen ist nur bei Vorliegen eindeutig lokalisierbarer historischer Volksnamen möglich. Die ehemals als „illyrisch“ bezeichnete Sprachschicht wird laut Otto Helmut Urban heute von Linguisten zumeist als „alteuropäisch“ bezeichnet.

## Regnum Noricum

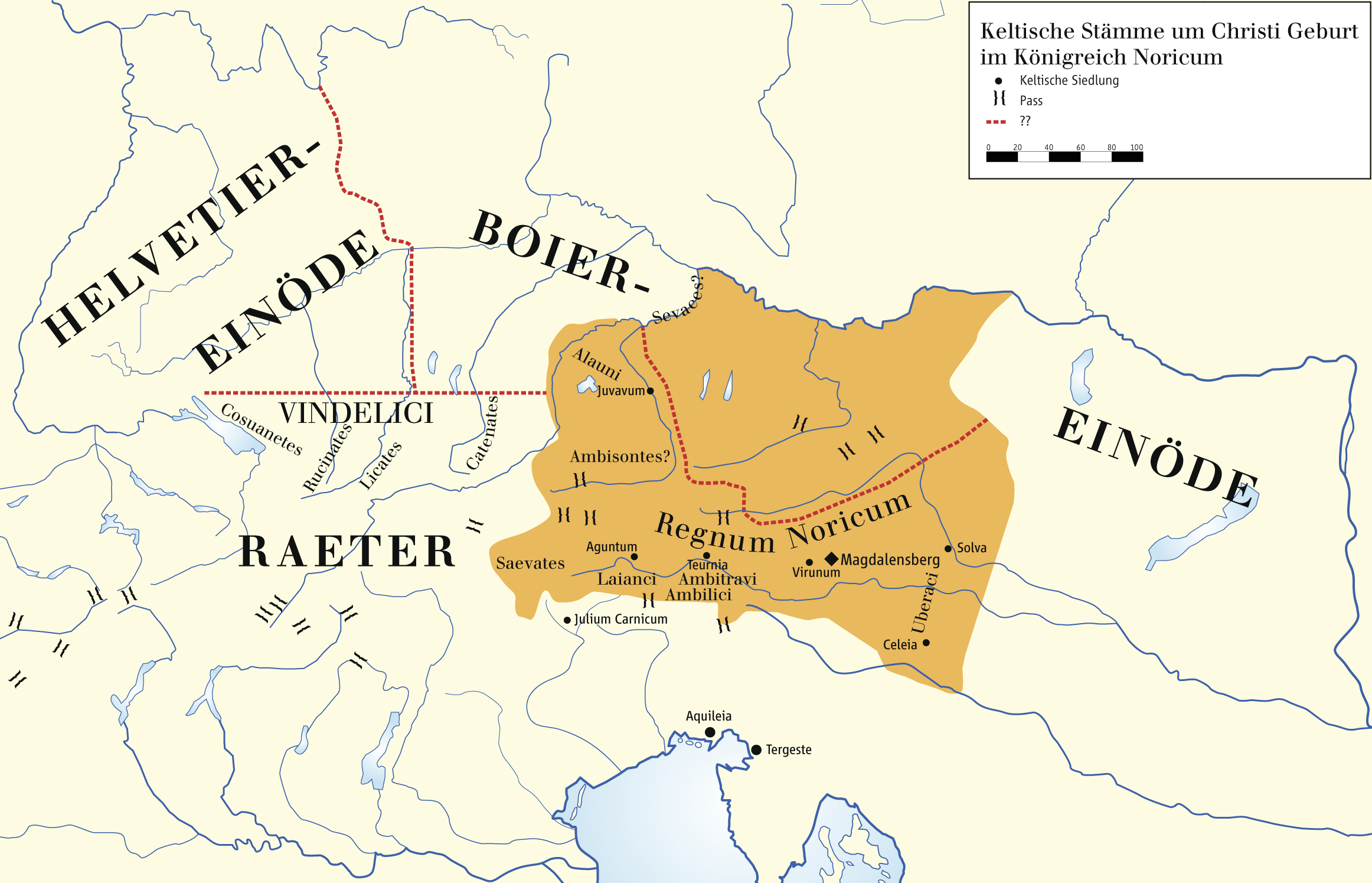
Keltische Stämme in Noricum um Christi Geburt

Um etwa 200 v. Chr. schlossen sich unter der Führung der Noriker 13 Stämme zum Königreich von Noricum zusammen. Somit ist das Regnum Noricum das erste bekannte politische Gebilde auf dem Gebiet des heutigen Österreich. Von den 13 Stämmen Noricums sind acht namentlich bekannt, da sie auf drei Ehreninschriften für Angehörige des römischen Kaiserhauses erwähnt werden, die auf dem Magdalensberg gefunden wurden. Es handelt sich um die Alaunen, Ambidraven, Ambilinen, Ambisonten, Laianker, Noriker, Saevaten und Uperaken. Beim Regnum Noricum handelte es sich wahrscheinlich eher um eine Stammeskoalition, die einen „Oberkönig“ als gemeinsamen außenpolitischen Sprecher bestimmte, als um eine Monarchie im klassischen Sinne.
Nach 200 v. Chr. wurden die Kelten Noricums von den Römern nach dem bedeutendsten Stamm als Taurisker oder Noriker (Gaius Iulius Caesar) bezeichnet. Die Bevölkerung nahm infolge verbesserter Anbaumethoden und des technologischen Fortschritts (eiserne Pflugschar) rasch zu. Der Landmangel wurde 186 v. Chr. so drückend, dass 12.000 Taurisker und Boier nach Italien an die Adria zogen. Rom konnte zwar eine Stadtgründung in Friaul verhindern, nicht jedoch, dass sich die Kelten in der Poebene und an der Küste des heutigen Venetiens ansiedelten.
Fünf Jahre später gründeten die Römer Aquileia, das für den Alpentransithandel große Bedeutung erlangen sollte. Angelockt von Handelsmöglichkeiten und Goldreichtum („norisches Gold“) knüpften die Römer mit den Tauriskern des Noricum freundschaftliche Bande. Damit erhielten sie auch Zugang zu den Eisenlagerstätten des Regnum Noricum.
Um 170 v. Chr. verhandelte, wie Titus Livius berichtet, eine römische Gesandtschaft mit dem Stammesbündnis. Seither stand König Cincibilus zu den Römern durch ein „hospitium publicum“ (staatliche Gastfreundschaft) in einem freundschaftlichen Verhältnis. In der Folge entwickelten sich gute Handelsbeziehungen und der Einfluss Roms nahm zu. Zentrum des Regnum Noricums war vermutlich die Siedlung auf dem Magdalensberg (später Virunum); eine dort gefundene frührömische Inschrift nennt die Namen der uns bekannten acht norischen Stämme. Im 2. Jahrhundert v. Chr. entstanden befestigte Zentralorte (oppida). Norische Münzen nach griechischen Vorbildern wurden geprägt. Im 1. Jahrhundert v. Chr. erreichte das Regnum Noricum seine größte Ausdehnung nach Osten und Norden. Die wirtschaftlichen Grundlagen waren Eisen (norisches Eisen), Bergbau (Steinsalz), Industrie, landwirtschaftliche Produkte, Keramik (Norische Ware) und Handel.
Um 120–115 v. Chr. fielen in Noricum die germanischen Stämme der Kimbern, Ambronen und Teutonen ein, die vorher von den Boiern im Böhmischen Kessel, den Skordiskern am Balkan und schließlich von den Tauriskern abgewehrt worden waren. Im Jahr 113 v. Chr. erlitt bei Noreia ein römisches Heer eine vernichtende Niederlage, woraufhin die Invasoren Noricum verließen und nach Westen zogen. Durch den Druck der Germanen, besonders der Sueben, gerieten im Norden und Nordosten die Boier in Nachbarschaft Noricums (im Gebiet des späteren Herrschaftsgebietes des Vannius – Marchfeld, Weinviertel, Wiener Becken), wobei Pressburg ihr wichtigstes Oppidum war. Um 58 v. Chr. versuchten die Boier, Noricum zu erobern, erlitten jedoch eine vernichtende Niederlage. Im Pakt mit den Tauriskern bedrohten sie dann über Jahre hinweg Noricum, bis ihr Reich von den Dakern zerstört wurde.
Im Jahr 49 v. Chr. schickte der norische König Voccio Hilfstruppen an Gaius Iulius Caesar für dessen Krieg gegen Pompeius. Infolge der Niederlage der Boier gegen die Daker wurde der Donauraum angegliedert oder in Abhängigkeit gebracht; die Macht Noricums reichte jetzt bis ins Wiener Becken und nach Westungarn. Somit gelang den Norikern die letzte überregionale Machtbildung der Festlandkelten. Die zwei namentlich bekannten Könige des Königreiches Noricum sind Cincibilus, der 170 v. Chr. mit den Römern einen Freundschaftsvertrag schloss, und der norische König Voccio, der seine Schwester mit dem Germanenfürsten Ariovist verheiratete. Letzterer findet in Caesars „De bello Gallico“ Erwähnung, da er dem Feldherrn 300 Reiter am Rubikon zur Verfügung stellte.

## Römisches Noricum

### Geschichte der Provinz Noricum

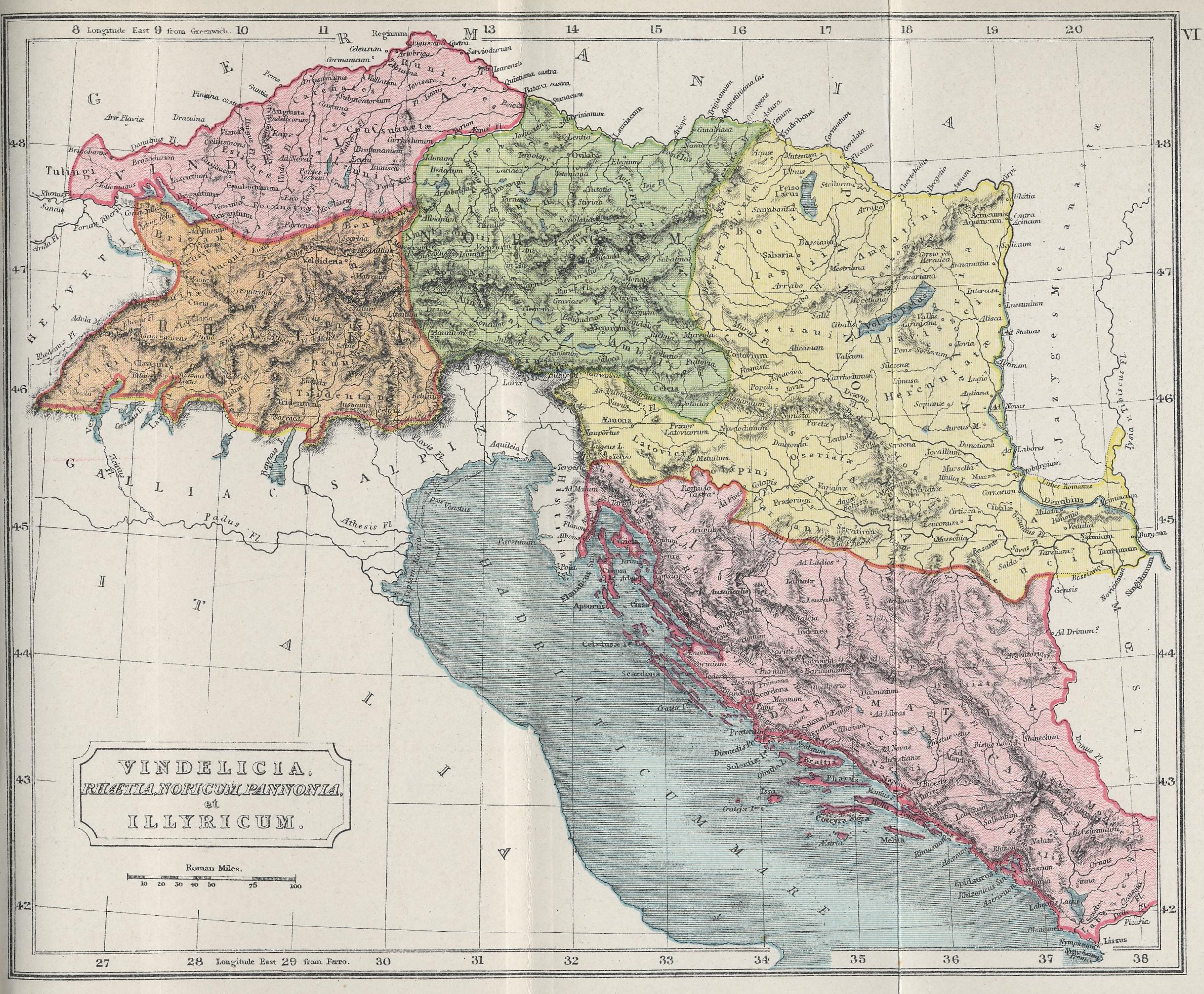
Karte Noricums (grün) im Altertum

Der Anschluss an „das römische Reich erfolgte schrittweise und ohne größere kriegerische Verwicklungen, auch die Bevölkerungsstruktur und die kulturelle Entwicklung dieses Vasallenkönigreiches, das in claudischer Zeit Provinz wurde, läßt noch lange eine deutliche keltisch-römische Kontinuität erkennen.“ Im Zusammenhang der Augusteischen Alpenfeldzüge, 16 v. Chr., hatte „der Proconsul von Illyrien, Publius Silius Nerva, zunächst die Grenzgebiete zu Noricum und Pannonien befriedet und ersteres zum engeren Anschluß an Rom veranlaßt.“ Zunächst behielt Noricum eine eingeschränkte Autonomie als tributpflichtiges Fürstentum, doch unter Kaiser Claudius (41–54 n. Chr.) wurde es endgültig römische Provinz. Als Hauptstadt und Sitz des Statthalters diente künftig das am Zollfeld in Kärnten gelegene Virunum.
Noricum umfasste als Provinz ungefähr die heutigen österreichischen Bundesländer Kärnten, Salzburg, Oberösterreich, Niederösterreich und Steiermark sowie den Südosten Bayerns mit dem Chiemgau und dem Rupertiwinkel. Außerdem gehörten Teile Tirols dazu. Südlich befand sich das italienische Kernland, im Norden reichte das keltische Königreich im Gegensatz zur späteren römischen Provinz über die Donau hinaus. Erst unter der Herrschaft Roms bildete die Donau als Limes Noricus die Grenze des Imperiums und der Provinz.
Bis zur Erhebung in den Provinzialstatus wurden die Grenzen jedoch laufend verändert. Während die Siedlungen Colonia Emona (Laibach), Poetovio (dt. Pettau), Colonia Claudia Savaria (Steinamanger) und Scarbantia (Ödenburg) entlang der Straße von Aquileia nach Carnuntum (die alte Bernsteinstraße) wahrscheinlich immer norisch waren, wurden sie um 8 n. Chr. mit der Errichtung der Provinz Pannonien dieser angegliedert. Carnuntum selbst gehörte 6 n. Chr. noch zu Noricum, wurde aber gemeinsam mit dem Wiener Becken ebenfalls der Provinz Pannonien zugeschlagen.
Im 2. Jahrhundert litt Noricum unter den Verheerungen der Markomannenkriege. Unter Kaiser Mark Aurel wurde die 2. Italische Legion an der Ennsmündung stationiert. Ihr Kommandant war zugleich Provinzstatthalter mit Sitz in Lauriacum oder Ovilava, die Finanzverwaltung behielt ihren Sitz in Virunum.

### Straßennetz
Noricum wurde von den Römern in den folgenden Jahrhunderten mit einem dichten Fernstraßennetz überzogen. Zahlreiche Meilensteine und andere archäologische Funde legen davon Zeugnis ab. Die besterforschte römische Straßenstation Noricums ist Immurium (Moosham, Bundesland Salzburg), am Südfuß des Radstädter Tauernpasses. Eine andere wichtige Verbindung führte von Rom über Aquileia, Emona, Celeia, Poetovio nach Carnuntum. Zahlreiche Seitenstraßen zweigten in das norische Alpenland ab. Bei Aquileia ging eine Straße nach Aguntum, eine andere führte über Virunum nach Ovilava (Wels). Auch der Loiblpass war durch einen Saumweg über Emona bereits existent. Von Celeia aus gelangte man in das Hüttenberger Erzgebiet sowie von Virunum über die Römerstraße Virunum–Iuvavum nach Iuvavum. Das Murtal mit Flavia Solva (bei Leibnitz) war von Poetovio  aus erschlossen. Die zweitwichtigste Verbindung führte entlang des Donaulimes vom pannonischen Vindobona (Wien) über Aelium Cetium (St. Pölten), Lauriacum (Lorch-Enns) nach Boiodurum (Passau). An ihr zweigten bei Lauriacum Seitenäste nach Ovilava ab, die nach Iuvavum (Salzburg) führten.

### Städte, Kastelle und Flüsse
Die Lage der Hauptstadt des Regnum Noricum, Noreia, ist nach wie vor unbekannt. In römischer Zeit avancierte Virunum zur Provinzmetropole, das nach der Teilung Verwaltungszentrum von Binnen-Noricum blieb. Später residierten hier auch Finanz- und Postverwaltung. Seit der 2. Hälfte des 5. Jahrhunderts n. Chr. übernahm Teurnia diese Funktion.
Ufer-Noricum wurde von Ovilavis aus verwaltet.
Lauriacum, Poetovio, Celeia, Aguntum, Teurnia und wahrscheinlich auch Virunum avancierten in der Spätantike zu Bischofssitzen.
Noricum Ripense wurde durchflossen von:
Narus (Salzach) und Anisus (Enns), die Grenze im Westen zu Raetia bildete der Aenus (Inn), die Nordgrenze zum Barbaricum der Danuvius (Donau), die Grenze im Osten zu Pannonien der Arrabo (Raab). Der Name Danuvius für den Oberlauf der Donau wurde seit der Mitte des 1. Jahrhunderts n. Chr. verwendet.
Die bedeutendsten Städte und Kastelle am norischen Limes waren:
Ovilavis (Wels/OÖ), Aelium Cetium (St. Pölten), Boiodurum (Passau), Lauriacum (Enns/OÖ), Lentia (Linz), Ioviacum (Aschach), Favianis (Mautern), Zwentendorf, Comagena (Tulln an der Donau) und Cannabiaca (Zeiselmauer), das letzte norische Kastell vor der Grenze zu Pannonien.
Noricum Mediterraneum wurde durchflossen vom:
Dravus (Drau).
Die bedeutendsten Städte waren:
Iuvavum (Salzburg), Cucullae (Kuchl), Tiburnia oder Teurnia (Verwaltungssitz) (St. Peter in Holz bei Spittal an der Drau), Aguntum (Dölsach/Lienz), Virunum (Zollfeld), Poetovio (Ptuj/Pettau, Slowenien), Celeia (Celje/Cilli, Slowenien) und Flavia Solva (Wagna).
Mit Poststationen verbundene norische Siedlungen:
Noreia (Wildbad Einöd; nicht identisch mit der seit 1930 Noreia genannten obersteirischen Ortschaft und dem Ort der Schlacht bei Noreia), Gabromagus (Windischgarsten), Graviacae (Flattnitz), Lotodos (?), Ad Anisum (Radstadt), Ad Medias (in Slowenien), Ad Pontem (Lind), Ad Vicesimum (?), Ad Vineas (?), Atrans (Trojani/Trojane, Slowenien), Beliandrum (Feldkirchen in Kärnten), Candalicae (Friesach?), Colatio (Stari trg bei Slovenj Gradec/Altenmarkt bei Windischgraz), Ernolatia (?), Inalpe (Radstädter Tauernpass), In Murio (auch Immurium; Moosham), Ioviacum (Schlögen/Donau), Iuenna (Globasnitz), Laciacis (vielleicht bei Mösendorf oder Frankenmarkt), Littamum (Innichen/I), Matuc?alum (?), Monatae (Sankt Georgen ob Judenburg), Poedicum (Bruck an der Mur), Santicum (Villach), Sebatum (Sankt Lorenzen im Pustertal/I), Tarnantone (Neumarkt am Wallersee), Tarnasciae (?), Tartusanae (Sankt Johann am Tauern), Tergolape (bei Schwanenstadt), Tutatio (Micheldorf), Upellae (?), Vetonianae (?) und Vocario (?).
An sonstigen Siedlungen und Kastellen sind bekannt:
Kleinkastell Oberranna, Ad Iuvense (Ybbs?), Ad Mauros (Eferding), Arelape (Pöchlarn), Augustianae (Traismauer), Bedaium (Seebruck/D), Boiodurum (Passau), Cannabiaca (Zeiselmauer), Favianae (Mautern an der Donau), Gurina (Dellach im Gailtal), Lentia (Linz), Locus Felix (Wallsee), Meclaria (?), Namare (Melk/Donau), Piro torto/Asturis (?) (Zwentendorf), Stiriatae (Liezen), Surontium (Trieben) und Viscella (Oberzeiring).
Weiters:
- Brunnen einer Mineralquelle (Bad Gleichenberg)

### Noricum in der Spätantike

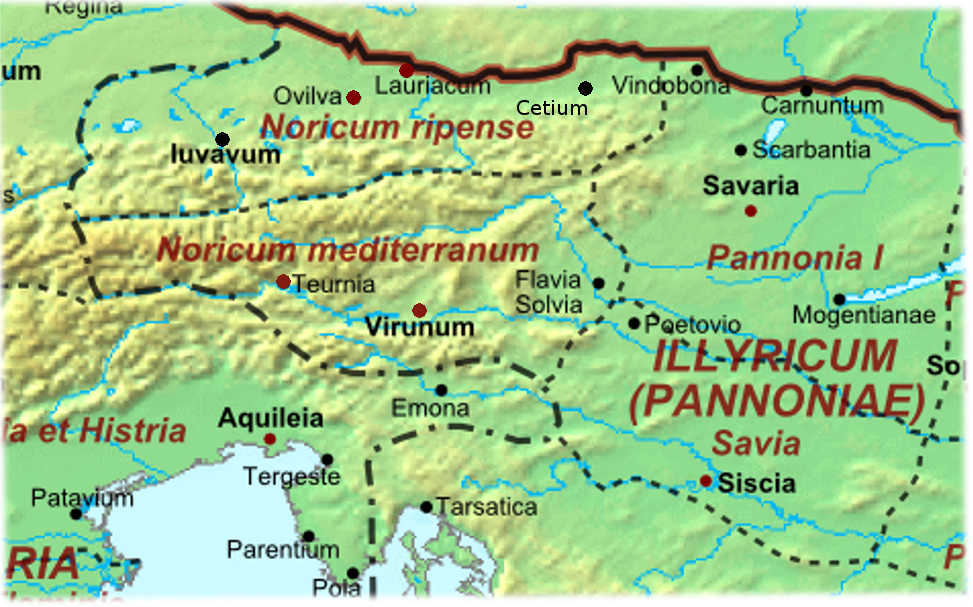
Die norischen Provinzen um 400 n. Chr.

Bei der unter Kaiser Diokletian vorgenommenen Verwaltungsreform wurde Noricum der Diözese Illyria zugeschlagen. Die Provinz selbst wurde geteilt in
- Noricum ripense („Ufer-Noricum“, gemeint ist das Donau-Ufer) im Norden des Alpenhauptkamms und
- Noricum mediterraneum („Binnen-Noricum“) im Süden.

Die Reichsreform Diokletians brachte erhebliche Veränderungen für Armee- und Verwaltungsorganisation der Provinz. Nach den Wirren der Soldatenkaiserzeit verstärkte Diokletian die Grenzeinheiten erneut. Unter anderem wurden die von Kaiser Gallienus für seine mobile Feldarmee abgestellten Legionsreiter wieder zu ihren Stammeinheiten zurückgeschickt.
Für Noricum wurde eine zusätzliche Legion aufgestellt, die Legio I Noricorum, die nach Auswertung von Ziegelstempeln in Adiuvense (Ybbs/Donau oder Wallsee) und Favianis (Mautern/Donau) stationiert war. Die norische Hauslegion, die Legio II Italica, wurde auf Lauriacum (Enns), Lentia (Linz) und Ioviaco (Schlögen) aufgeteilt. Die Zivilverwaltung der norischen Provinzen lag nun in den Händen von praesides, die in Ovilava (Wels) und Virunum, später in Teurnia/Tiburnia (St. Peter in Holz) ihren Amtssitz hatten. Im nicht so exponierten Reichsinneren und geschützt durch den Alpenhauptkamm scheint Noricum mediterraneum außer den vigiles (Wachen) in den größeren Städten und an Straßenposten über keine stehenden Truppen verfügt zu haben.
Das norische Heer wurde dennoch nicht geteilt. Das Oberkommando hatte zunächst noch ein praeses provinciae Norici ripensis inne, der in Lauriacum residierte. Auch die separate Nennung der beiden Grenzheere der Pannonia I und Noricums in der Notitia dignitatum spricht für eine lange Selbständigkeit der norischen Armee unter eigenen Kommandeuren. Unter Konstantin I. wurde ein neues, grenzübergreifendes Dukat eingerichtet und damit die norischen und oberpannonischen Limitanei einem Dux Pannoniae Primae et Norici Ripensis unterstellt. Sein Amtssitz war die Hauptstadt der Pannonia I, Carnuntum. An allen Kastellen fanden seit Konstantin I. und besonders unter Valentinian I. umfangreiche Um- und Neubauten statt, die vor allem das Befestigungssystem modernisierten (etwa Anbau von vorkragenden Fächer- oder Hufeisentürmen, Erhöhung und Verstärkung der Kastellmauern) und damit die neuen Strategien und Angriffsmethoden der Gegner berücksichtigen sollten. Wie dringend die Kastelle am Limes einer Renovierung bedurften, lässt die Erwähnung von Carnuntum in den Schriften des Ammianus Marcellinus erahnen, der die einst blühende Stadt nun als verwahrlostes und schmutziges Nest beschrieb, obwohl selbst Valentinian I. hier zeitweise sein Hauptquartier aufschlug und die Stadt immer noch eine hohe strategische Bedeutung hatte. Eine defensivere Verteidigungsstrategie wurde besonders in Pannonien nach Aufgabe der Provinz Dacia unter Aurelian notwendig.
Vor allem gestempelte Ziegel des Ursicinus dux bzw. des Ursicinus magister, aber auch zwei Bauinschriften aus dem Legionslager Carnuntum und dem burgus von Ybbs belegen am gesamten niederösterreichischen Limes und darüber hinaus die Bautätigkeit dieser Epoche. Laut der Notitia dignitatum wurde in Lauriacum, wohl unter Diokletian, auch eine staatliche Schildfabrik (fabrica Lauriacensis scutaria) für die Versorgung der Armee eingerichtet. Die Legio II Italica betrieb am Wachturm Hirschleitengraben und in Erla bei St. Pantaleon Ziegeleien. Auch Städte im Hinterland des norischen Limes wurden nun mit einer Wehrmauer umgeben wie etwa Aelium Cetium, heute St. Pölten und Scarbantia, heute Ödenburg/Ungarn. Die Grenzlinien wurden zusätzlich mit einem Netz aus Wach- und Signaltürmen (siehe etwa Bacharnsdorf/NÖ) und an besonders gefährdeten Abschnitten mit Gegenkastellen (am gegenüberliegenden Donauufer) überzogen. Bei diesen praesidia castra dürfte es sich in manchen Fällen allerdings nur um Erneuerungen schon bestehender Befestigungen gehandelt haben (Oberleiser Berg und Stillfried in NÖ). Zwischen den etablierten Kastellen wurden Kleinkastelle – sogenannte quadriburgi oder centenaria – zum Beispiel in Oberranna, OÖ und Wachtürme (Wilhering, OÖ, Au-Rotte Hof bei St. Pantaleon, NÖ, Bacharnsdorf, NÖ, Rossatz, NÖ, Hollenburg, NÖ) errichtet. Im Jahre 370 wurde der Burgus bei Ybbs/Donau laut einer Bauinschrift durch milites auxiliares Lauriacenses (Hilfstruppen aus Lauriacum) unter dem Befehl des Leontius errichtet. Weiterhin fanden sich auf Ybbser Ziegelstempeln weitere Namen von Offizieren oder Ziegelproduzenten (Ursicinus, Maxentius, Bonosus). Da die Grenzeinheiten damals schon erheblich ausgedünnt waren, konnten sie nun problemlos in Kleinfestungen (Restkastellen) in einer Ecke des Lagerareals untergebracht werden, wie etwa in Cannabiaca/Zeiselmauer/NÖ und Wallsee/OÖ. Auch durften nun verdiente Soldaten offiziell ihre Familien innerhalb der Lager ansiedeln; etwas später war es jedem gestattet. Diese hauptsächlich zur Zeit Valentinians I. unter großen Anstrengungen errichteten Wehrbauten hatten nur eine kurze Lebensdauer und mussten größtenteils schon im frühen 5. Jahrhundert wieder aufgegeben werden. Nur größere Burgi und Kleinfestungen haben noch den Beginn des 5. Jahrhunderts überdauert (Cannabiaca); um 420–430 verloren aber auch sie ihre militärische Funktion. Da sich die Limitanei neben ihren Sicherungsaufgaben auf Grund von Steuererleichterungen auch als Bauern betätigten, wandelten sich die Kastelle im Laufe der Zeit immer mehr zu befestigten Kleinstädten und Wehrdörfern. In der Vita Sancti Severini des Eugippius werden diese als oppida bezeichnet.

### Zusammenbruch der römischen Herrschaft

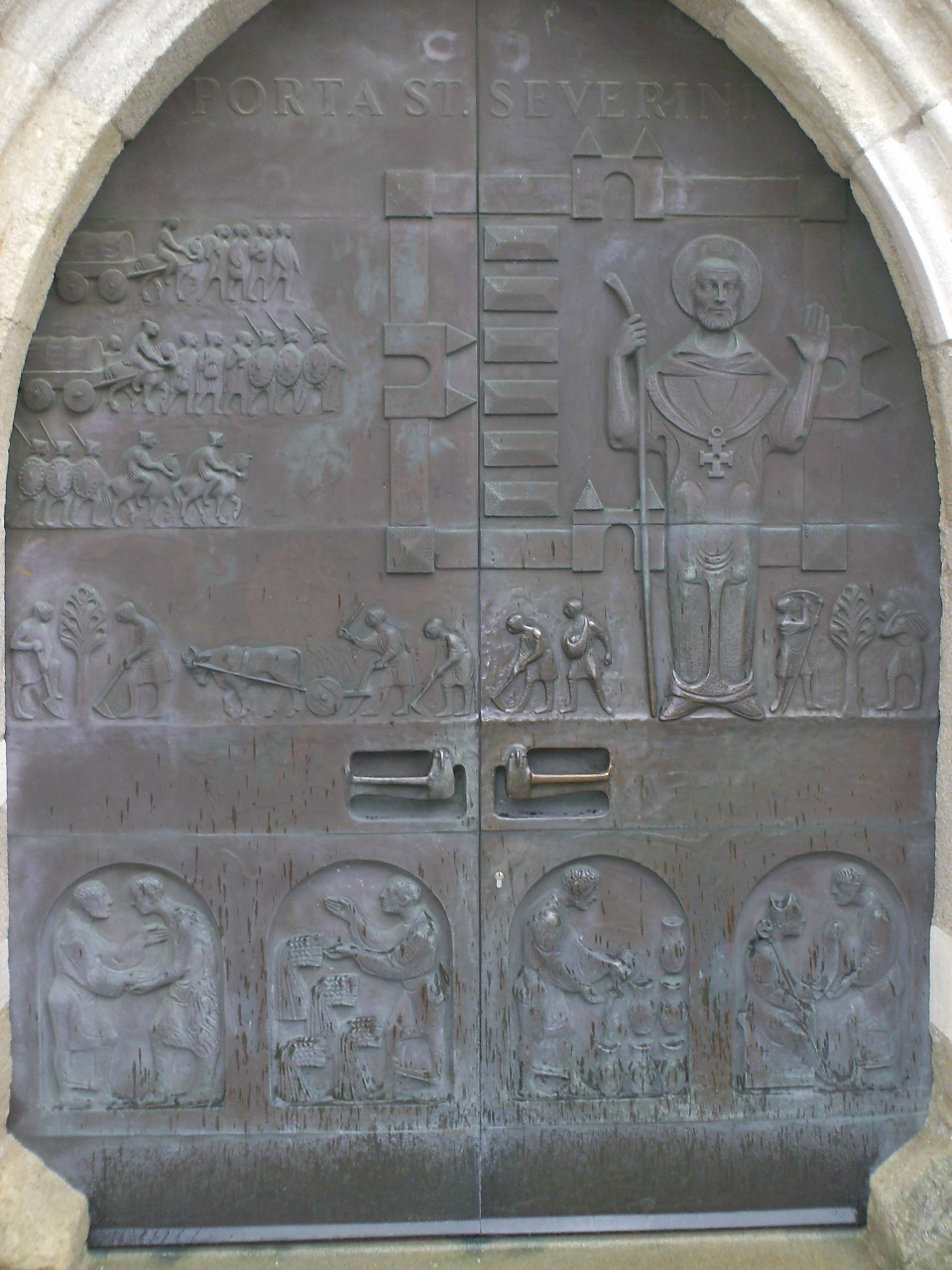
Die Porta Sancti Severini (Westpforte) der St.-Laurenz-Basilika in Lorch mit Darstellungen aus der Severinslegende (nach einem Entwurf von Peter Dimmel, Linz)

Historisierende Darstellung des Abzugs der römischen Provinzialen mit der Leiche des Hl. Severin, aus Moritz Smets: Geschichte der Österreichisch-Ungarischen Monarchie. 1878

Der Zusammenbruch der römischen Herrschaft in Noricum ist eine Fallstudie dafür, was mit denjenigen Provinzen geschah, in denen die militärische Macht Roms relativ rasch dahinschwand, da die finanziellen Mittel dafür nicht mehr aufgebracht werden konnten. Die allgemeinen Lebensumstände an der Donaugrenze waren bis zum Ende des 4. Jahrhunderts noch erträglich geblieben; die kontinuierliche Reduzierung der Grenzeinheiten aufgrund ständig aufflammender innerrömischer Auseinandersetzungen oder Abwehrkämpfe gegen die Barbaren brachte die Zivilbevölkerung aber auch ökonomisch immer mehr unter Druck. In den Jahren um 430/431 brach in Noricum wegen der hohen Steuerbelastung ein Aufstand aus, der vom weströmischen Regenten und Heermeister, Aëtius, blutig niedergeschlagen wurde. Der anschließende Verlust der reichen nordafrikanischen Provinzen an die Vandalen unter Geiserich im Jahr 439 zwang Aëtius, den Etat für das Heer zusammenzustreichen und weitere Einheiten von den Grenzen für den Schutz Italiens abzuziehen.
Der oströmische Geschichtsschreiber Priskos berichtet um die Mitte des 5. Jahrhunderts (448/449) unter anderem von der Ankunft norischer Würdenträger am Hof des Hunnenkönigs Attila, die als Mitglieder einer Gesandtschaft des Aëtius hierher gekommen waren. Einer von ihnen, Promotus, wird als „Leiter des Landes der Noriker“ bezeichnet, der andere, Romanus, als „Anführer der Heerschar“. Interpretiert man Priskos richtig, so muss Promotus ein praeses Norici (ob von Binnen- oder Ufernorikum, ist unbekannt) und Romanus der Befehlshaber der Grenztruppen am Donaulimes gewesen sein. Ein ufernorischer Praeses wird von Priskos nicht extra erwähnt. Da anzunehmen ist, dass Aëtius alle hohen norischen Amtsträger zu Attila befohlen hatte, war das Amt des ufernorischen Praeses zu dieser Zeit entweder vakant oder schon aufgelöst. Auch in der unterpannonischen Provinz Valeria hatte der dortige Dux die Zivilverwaltung übernommen, was wiederum ein Indiz dafür sein könnte, dass Romanus als Kommandeur in Ufernorikum eingesetzt war. Priskos erwähnt Romanus in seiner Aufzählung ganz klar nach Promotus, was für die Einhaltung der traditionellen Rangordnung spricht. Romanus konnte deswegen auch kein Comes (vir spectabilis) gewesen sein. Die Nennung von Romanus’ Namen nach dem des norischen Praeses disqualifiziert ihn nach der Rangeinteilung der Notitia dignitatum aber auch als Dux, da die zivilen Statthalter am Kaiserhof als viri perfectissimi galten und daher dem Dux (vir spectabilis) im Rang nachgeordnet waren. Romanus war also möglicherweise der im Status herabgestufte und in seinem Territorium schon stark eingeschränkte administrative Nachfolger des Dux Pannoniae I et Norici Ripensis, der, wie es scheint, nur mehr in Ufernoricum das Sagen hatte, da Aëtius das weitgehend entvölkerte Oberpannonien 433 an die Hunnen abgetreten hatte.
Eine herausragende Gestalt der römischen Spätzeit in dieser Region war Severin von Noricum (um 410 – 8. Januar 482), Einsiedler, Abt von Favianis und eventuell auch ehemaliger hoher römischer Würdenträger. Severin wurde durch seine diplomatische und ausgleichende Verhandlungsführung bekannt, besonders mit dem nördlich der Donau um Krems siedelnden germanischen Stamm der Rugier. Vom Ende der römischen Herrschaft in Noricum wird sehr detailliert in der (Vita Sancti Severini) des Eugippius berichtet. Im Absatz über die Auflösung der Grenztruppen heißt es:

„Zur Zeit, als das römische Reich noch bestand, wurden die Soldaten vieler Städte für die Bewachung des Limes aus öffentlichen Mitteln besoldet (publicis stipendiis alebantur). Als diese Regelung aufhörte, zerfielen sogleich mit dem Limes auch die militärischen Einheiten.“

Diese fatale Entwicklung setzte vermutlich ab den späten 460er Jahren ein, als Folge der erfolglosen Militäroperationen zur Rückeroberung der für das Westreich lebenswichtigen Provinzen in Nordafrika. Zuerst scheiterte Kaiser Majorian, nachdem die weströmische Flotte bereits an ihrem Sammelpunkt bei Carthago Nova (Cartagena) (vielleicht durch Verrat) von Geiserichs Schiffen vollkommen aufgerieben worden war. Einige Zeit später wurde auch eine oströmische Invasionsflotte unter ihrem Admiral Basiliskos nahe Karthago vernichtet. Nach diesen katastrophalen Misserfolgen war die Wiedereroberung von Nordafrika in weite Ferne gerückt, denn auch die militärischen und finanziellen Möglichkeiten des Oströmischen Reiches waren damit erschöpft. Da die Kassen Ravennas auch weiterhin leer blieben, verfielen Verwaltung, Heeresorganisation und Disziplin im Westen sehr schnell. Nur mehr einige wenige versprengte Soldaten (wohl meist germanische foederati), die keinen Sold und Nachschub mehr aus Italien erhielten, versahen ihren Wachdienst in den norischen und rätischen Kastellen (in Lauriacum und Batavis bis Mitte des 5. Jahrhunderts). Bis zu dieser Zeit hielten sicher auch noch einige andere reguläre Einheiten die Stellung. Ihre Zahl war aber wohl sicher nicht mehr annähernd mit der in der Notitia dignitatum angegebenen Armee zu vergleichen.
Im Kastell Favianis lag zu Zeiten Severins (zu seiner Person siehe unten) – der dort sein Stammkloster gründete – noch eine kleine Garnison (paucissimi milites) unter dem Befehl eines Tribunen, Mamertinus; dieser wurde später zum Bischof geweiht. Da es bei der Vita vordergründig darum ging, das Wirken des Heiligen für die geplagte Provinzbevölkerung möglichst positiv herauszustreichen, hätte, nach Ansicht Peter J. Heathers, die Erwähnung der damals sicher noch größeren römischen Streitmacht in Noricum die Leistungen Severins nur geschmälert. Dennoch gibt es einige klare Hinweise dafür, dass die Donauarmee frühestens nach dem Ende der Hunnenbedrohung dramatisch an Substanz verlor. Archäologische Untersuchungen in norischen Kastellen brachten unter anderem zutage, dass der Münzumlauf kurz nach 400 fast überall, mit Ausnahme Lauriacums, abbrach. Vermutlich konnte Ravenna ab diesem Zeitpunkt seine Grenzsoldaten nicht mehr bezahlen. Für die darauffolgende prekäre Sicherheitslage sprechen auch die bisher in Noricum entdeckten villae rusticae, die in diesem Zeitraum entweder aufgegeben oder zerstört wurden. Die romanische Bevölkerung flüchtete sich in stark befestigte Höhensiedlungen, die meist eine Kirche oder Basilika als Zentrum hatten. Einige dieser Zufluchtsorte befanden sich direkt an der Donau, die meisten aber lagen in Binnennoricum, im heutigen Osttirol (Lavant-Kirchbichl) und Kärnten. Auch in der Severinsvita findet sich hierzu eine Erwähnung:

„Auf göttliche Veranlassung bereitete sie (die Landbewohner um Lauriacum) der Knecht Gottes vorausschauenden Geistes vor, ihre ganze ärmliche Habe innerhalb der Mauern (des Legionslagers) sicherzustellen, damit die Feinde auf ihren schrecklichen Streifzug nichts vorfänden, was der Mensch zum Leben braucht, und alsbald vor Hunger ihr unmenschlich grausames Unternehmen aufgäben.“

Danach mussten die weiterhin hier ausharrenden Provinzbewohner nun selbst für ihre Sicherheit sorgen, sie zogen sich dafür hinter die Mauern der Legionslager und Kastelle zurück und stellten Wachen auf. Solche vigiles werden für Comagenis, Favianis, Lauriacum und Batavis erwähnt. Da die meisten Soldaten Familien hatten und hier Landwirtschaft betrieben, zogen wohl nicht alle von ihnen ab, sondern blieben weiterhin in ihren ehemaligen Stationierungsorten. Die Garnisonen verschwanden daher sicher nicht von einem Tag auf den anderen, wurden aber mit der Zeit personell immer schwächer und wandelten sich schließlich in Bürgerwehren um. Eine andere (und altbewährte) Möglichkeit war, Germanen anzuwerben, wie es die Einwohner von Comagenis taten. Dies führte aber wieder zu neuen Problemen. Solche Söldner nutzen ihre Macht oft skrupellos aus. Sie stellten bald übertriebene Forderungen an die Bürger und konnten schlussendlich, laut Vita, nur mit göttlichen Beistand, vermittelt durch Severin, wieder aus der Stadt vertrieben werden. Eine andere Passage aus der Severinsvita berichtet von einem Hinterhalt der Garnison von Favianis gegen eine Gruppe Plünderer an einem Flussufer, die niedergemacht wurden und sich dann alles Brauchbare aneigneten. Ihr Tribun Mamertinus zögerte zuerst, sich ihnen zu stellen, da er nur wenige kampferprobte Soldaten und kaum Waffen zur Verfügung hatte. Aber Severin erteilte ihnen seinen Segen und ermutigte sie ausdrücklich zu handeln. Diese Geschichte wirft ein markantes Licht auf die erheblichen Schwierigkeiten, die durch den Wegfall der staatlichen Verwaltungs- und Militärorganisation für die Bewohner der Donaugrenze entstanden waren. Um sich überhaupt verteidigen zu können, musste man sich die Ausrüstung offenbar erst vom Feind besorgen. Der Vita ist weiters zu entnehmen, dass die Bemühungen der Provinzbewohner um ihre Sicherheit auch bei anderen Gelegenheiten erfolgreich waren. Spähtrupps (exploratores) der Romanen meldeten mehrmals bevorstehende Angriffe auf Lauriacum, Batavis und Quintanis, sodass noch rechtzeitig Abwehrmaßnahmen getroffen werden konnten.
Nach der völligen Auflösung des römischen Grenzheeres konnten auch Noricum und Oberpannonien nicht weiter als territoriale Einheiten bestehen. Aber die Provinzialen waren für die hier um die Vorherrschaft ringenden Regionalmächte eine zu wertvolle Arbeitskraft- und Handwerkerressource, um sie einfach sich selbst zu überlassen. Auch für die Bewohner der binnennorischen Höhensiedlungen war es auf Dauer unmöglich, ihre Unabhängigkeit zu bewahren. Mit der Aufgabe von Ufernorikum unter Odoaker und der damit verbundenen Absiedlung der meisten Provinzialen unter Führung seines Bruders Hunwulf und des Comes Pierus nach Italien im Jahre 488 verschwand der letzte Rest römischer Herrschaft an der mittleren Donau. Zunehmend wurde auch die binnennorische Provinz von Wanderstämmen bedroht, ihre Metropole Virunum musste aufgegeben werden und ihre Bevölkerung floh ins stark befestigte Teurnia. 407 besetzte Alarichs Westgotenarmee die Provinz und forderte sie als Siedlungsland für seine Gefolgschaft ein, da „sie weitgehend verwüstet wäre und nur mehr geringen Steuerertrag einbrächte.“ Als dies abgelehnt wurde, fiel Alarich in Italien ein, marschierte nach Rom und stürmte die Stadt. Die Provinzhauptstadt von Noricum Mediterraneum war nun Tiburnia. Der genaue Zeitpunkt der Verlegung ist unbekannt; sie muss aber vor der ostgotischen Belagerung Tiburnias im Jahr 467 erfolgt sein.
König Odoaker befahl 488 den Abzug der kelto-romanischen Bevölkerung aus Noricum Ripense. Entgegen früheren Ansichten wurde dieser Befehl aber nur teilweise befolgt. Namenskontinuität in Toponymen sowie eine Fülle archäologischer Funde belegen eine breite kulturelle Kontinuität über den offiziellen Zusammenbruch der römischen Verwaltung in den norischen Regionen hinaus und verbinden die römische Zeit über die Spätantike mit dem Frühmittelalter. Dass im 5. Jahrhundert nicht alle Romanen Noricum verlassen haben können, lässt sich auch im Salzburger Verbrüderungsbuch nachlesen, dort sind die Mitglieder des Klosterconvents aus der Zeit des Bischofs Virgil (700–784) aufgelistet, der sich zum großen Teil aus Romanen zusammensetzte, was bedeutet, dass der Katholizismus in diesem Teil Österreichs wohl noch auf die restromanische Bevölkerung zurückgeht.

## Poströmische Zeit und Frühmittelalter

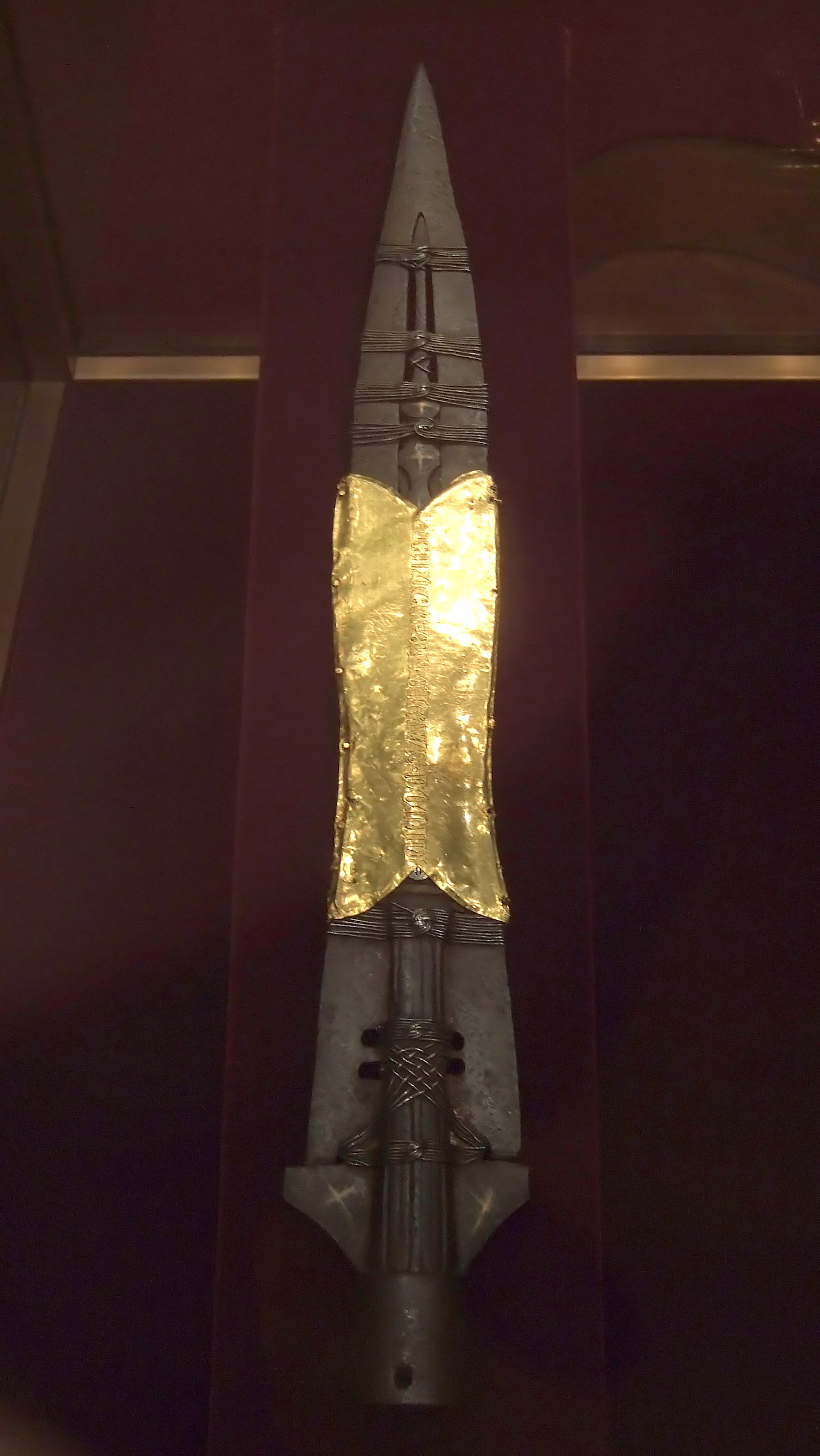
Die sogenannte Heilige Lanze in der weltlichen Schatzkammer Wien, vermutlich eine langobardische oder fränkische Flügellanze aus dem 8. Jahrhundert

Nach dem Zerfall des Weströmischen Reiches blieben in Binnennoricum Teile der römischen, später ostgotischen Verwaltungsstrukturen noch eine Zeitlang erhalten, bis schließlich die ehemalige Provinz nach und nach von neuen Bevölkerungsgruppen, Awaren, Slawen und schließlich von den Bajuwaren, besiedelt wurde. Nach dem Abzug der Romanen erschienen aber zuerst noch die Langobarden an der norischen Donau, die ihren Uferstreifen als „Rugiland“ bezeichneten. Nach 568 zogen sie wieder Richtung Italien ab und das Land östlich der Enns fiel nun an die nachrückenden Awaren. Zeitgleich setzten sich auch die Slawen dort fest. Wie die Neuankömmlinge ihr Siedlungsland bezeichneten, ist bis heute unbekannt geblieben. Um 800 fielen die Franken und Bajuwaren unter Karl dem Großen in das Awarenreich ein und unterwarfen es. Sie drangen dabei auch weit nach Pannonien vor. Der fränkische Heerbann orientierte sich dabei wohl an den römischen Straßen und auch einige der alten Limeskastelle wurden wieder besetzt. Vorrangig wurde aber das Gebiet zwischen der Enns und dem Wienerwald besetzt. Das neu eroberte Territorium wurde nun als „Avaria“ oder „Avarorum provincia“ bezeichnet, später galt es als das bajuwarische „Ostland“. Die Bajuwaren selbst betrachteten sich wohl als die legitimen Erben der Noriker. Mehrfach wurde dafür auch der Name Pannonien – zusammen mit der alten römischen Einteilung in Ober- und Unterpannonien (inferior/superior) – wiederverwendet, denn das fränkische Pannonien erstreckte sich nun offiziell bis zur Enns. Das Gebiet der vormaligen norischen Provinz (nun die bajuwarische Ostgrenze) wurde wechselweise „provincia orientalis“, „regio orientalis“, „plaga orientalis“ und „pars orientalis“ genannt. Im Mittelalter müssen zudem noch zahlreiche gut erhaltene Überreste der römischen Bauwerke sichtbar gewesen sein. Darauf deuten auch manche der Flurnamen hin, die mit ihnen in Zusammenhang stehen oder auch in offiziellen Urkunden Erwähnung fanden. Es wurde dort auch vermerkt, dass etliche römische Relief- und Grabsteine in Kirchenwänden eingemauert wurden. Diverse Chronisten erwähnen römische Artefakte seit dem 13. Jahrhundert in ihren Aufzeichnungen. Die ersten antiquarischen Sammlungen, die zumeist Inschriftensteine umfassten, wurden im 15. Jahrhundert zusammengetragen.